# Sumurgung (Palang)
Sumurgung is een bestuurslaag in het regentschap Tuban van de provincie Oost-Java, Indonesië. Sumurgung telt 2205 inwoners (volkstelling 2010).